# La Romana International Airport
La Romana Casa De Campo International Airport is de luchthaven van La Romana in de Dominicaanse Republiek. De luchthaven doet dienst als hub voor RED Air. In 2022 maakten 218.595 passagiers gebruik van de luchthaven.

## Geschiedenis
Eind jaren 60 werd een luchthaven aangelegd met de naam Punta Anguila International Airport. In 1998 werd begonnen met de bouw van een nieuwe luchthaven om Punta Anguila te vervangen. Dit werd La Romana Casa De Campo International Airport en opende op 14 december 2000.

## Luchtvaartmaatschappijen en bestemmingen
Vanaf La Romana International Airport kan met de volgende luchtvaartmaatschappijen worden gevlogen naar de volgende bestemmingen (juli 2024):
| Luchtvaartmaatschappij | Bestemmingen |
| ---------------------- | --- |
| Air Canada Rouge       | Seizoensgebonden: Montreal |
| Air Caraïbes           | Seizoensgebonden charter: Parijs |
| Air Transat            | Seizoensgebonden: Montreal, Toronto |
| American Airlines      | Seizoensgebonden: Miami (vanaf 5 december 2024) |
| Condor                 | Seizoensgebonden: Düsseldorf, Frankfurt |
| Discover Airlines      | Seizoensgebonden charter: Frankfurt |
| InterCaribbean Airways | Providenciales |
| LASER Airlines         | Caracas |
| Neos                   | Montego Bay, Rome Seizoensgebonden: Milaan, Verona |
| RED Air                | Miami |
| Sunwing Airlines       | Toronto |
| TUI Airways            | Seizoensgebonden: Birmingham (vanaf 24 december 2024), Glasgow (vanaf 31 december 2024), Londen (vanaf 24 december 2024), Manchester (vanaf 24 december 2024) |